# 卡恰尼夫卡宮
50°50′12″N 32°39′20″E / 50.83667°N 32.65556°E

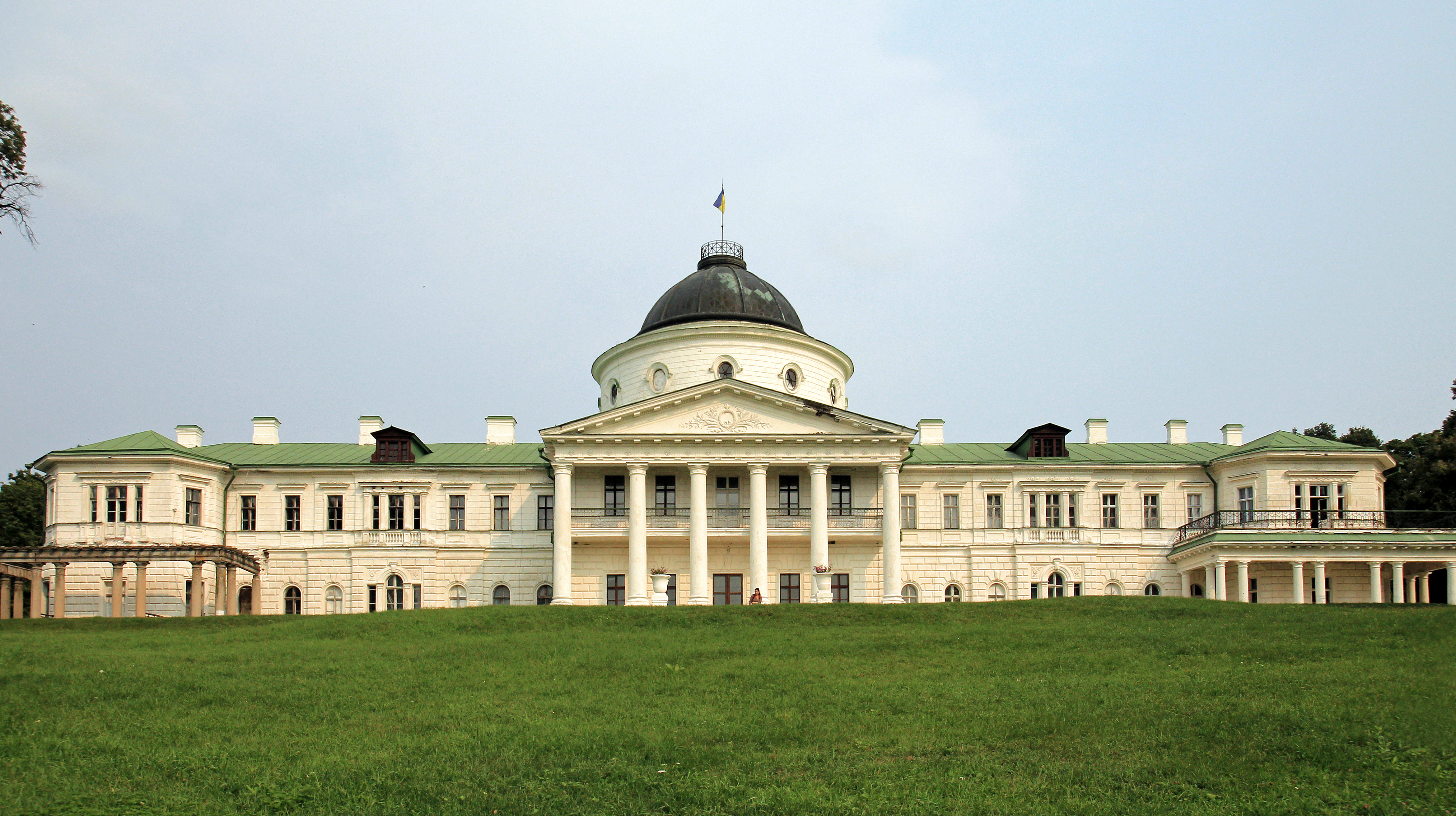
卡恰尼夫卡宮

卡恰尼夫卡宮（羅馬化：Kachanivka）是烏克蘭的一座宮殿建築，位於切爾尼希夫州普里盧基區的卡恰尼夫卡村。該建築的外觀是新古典主義風格，於1770年代開始興建。在蘇聯時期，卡恰尼夫卡宮被收歸國有並作為醫院使用，但建築保存狀況較好 。卡恰尼夫卡宮也是烏克蘭七大建築奇蹟之一。

## 外部連結
- 官方网站 （乌克兰語）